# Lang Shan
Das Langshan-Gebirge bzw. Lang Shan (chinesisch 狼山, Pinyin Láng Shān) bildet den westlichsten Teil des Yinshan-Gebirges in der zentralen und westlichen Inneren Mongolei in der Volksrepublik China. 
Es liegt im Norden der Hetao-Ebene.
Sein höchster Gipfel ist der 2364 m hohe Huhebashige im Südwesten des Hinteren Urad-Banners (乌拉特后旗) der bezirksfreien Stadt Bayan Nur. Er ist gleichzeitig der höchste Gipfel des Yinshan-Gebirges.